# Hino do Pará
Hino do Pará tem letra de Artur Teódulo Santos Porto (1886 - 1938), música de Nicolino Milano (1876 - 1931), adaptação e arranjo de Gama Malcher. Tornou-se oficial pela emenda constitucional nº 1, de 29 de outubro de 1969.

## Simbolismo
A letra é um poema de exaltação ao Pará. Fala da beleza natural do Estado, da exuberância de suas matas e flores, dos seus rios, do heroísmo do seu povo e traz uma mensagem de otimismo e esperança para o futuro.